# Esqueda
Esqueda är en ort i Mexiko.   Den ligger i kommunen Fronteras och delstaten Sonora, i den nordvästra delen av landet, 1 600 km nordväst om huvudstaden Mexico City. Esqueda ligger 1 204 meter över havet och antalet invånare är 6 119.
Terrängen runt Esqueda är platt västerut, men österut är den kuperad. Runt Esqueda är det mycket glesbefolkat, med 2 invånare per kvadratkilometer. Esqueda är det största samhället i trakten. Omgivningarna runt Esqueda är i huvudsak ett öppet busklandskap.